# Persone di nome Jimmy/Calciatori
| Questa pagina contiene informazioni ricavate automaticamente dalle voci biografiche con l'ausilio del template Bio e di un bot. L'aggiornamento è periodico e automatico e ricostruisce completamente la pagina. Se manca una persona in questa lista, sei pregato di non aggiungerla, ma accertati piuttosto che la sua voce biografica contenga il template Bio e che i dati anagrafici siano correttamente compilati. Se il template Bio manca, inseriscilo tu stesso o, in alternativa, metti l'avviso {{tmp\|Bio}} che ne segnala la mancanza. Se i dati riportati sono sbagliati, correggi direttamente la voce biografica; le modifiche saranno visibili in questa lista entro pochi giorni. Per chiarimenti vedi il progetto antroponimi. La lista contiene solo le 54 persone che sono citate nell'enciclopedia e per le quali è stato implementato correttamente il template Bio. Pagina aggiornata al 22 lug 2025. |

Questa è una lista di persone presenti nell'enciclopedia che hanno il nome Jimmy e sono calciatori.

## A(3)
- Jimmy Adam, calciatore scozzese (Blantyre, n. 1931 - Melbourne, † 2008)
- Jimmy Andersson, ex calciatore svedese (n. 1976)
- Jimmy Armfield, calciatore e allenatore di calcio inglese (Denton, n. 1935 - Blackpool, † 2018)

## B(6)
- Jimmy Bannister, calciatore inglese (Leyland, n. 1880 - Farington, † 1953)
- Jimmy Bermúdez, ex calciatore colombiano (Puerto Tejada, n. 1987)
- Jimmy Blandón, ex calciatore ecuadoriano (Esmeraldas, n. 1969)
- Jimmy Briand, ex calciatore francese (Vitry-sur-Seine, n. 1985)
- Jimmy Briffa, ex calciatore maltese (n. 1948)
- Jimmy Bulus, ex calciatore nigerino (Kaduna, n. 1986)

## C(5)
- Jimmy Cabot, ex calciatore francese (Chambéry, n. 1994)
- Jimmy Coffey, calciatore irlandese (Dublino, n. 1928 - † 1999)
- Jimmy Conrad, ex calciatore statunitense (Arcadia, n. 1977)
- Jimmy Conway, calciatore irlandese (Dublino, n. 1946 - † 2020)
- Jimmy Cundasami, ex calciatore mauriziano (n. 1977)

## D(4)
- Jimmy De Jonghe, calciatore belga (Boechout, n. 1992)
- Jimmy Dixon, ex calciatore liberiano (Tubmanburg, n. 1981)
- Jimmy Douglas, ex calciatore scozzese (Falkirk, n. 1948)
- Jimmy Dzingai, calciatore zimbabwese (Harare, n. 1990)

## E(1)
- Jimmy Evans, calciatore nigeriano (Lagos, n. 1999)

## F(2)
- Jimmy Fialdini, ex calciatore italiano (Massa, n. 1975)
- Jimmy Fleming, calciatore scozzese (Glasgow, n. 1901 - East Kilbride, † 1969)

## G(2)
- Jimmy Gauld, calciatore scozzese (Aberdeen, n. 1931 - Londra, † 2004)
- Jimmy Giraudon, calciatore francese (La Rochelle, n. 1992)

## H(2)
- Jimmy Hebert, ex calciatore francese (Parigi, n. 1972)
- Jimmy Holmes, ex calciatore irlandese (Dublino, n. 1953)

## I(1)
- Jimmy Izquierdo, calciatore ecuadoriano (Ventanas, n. 1962 - Guayaquil, † 1994)

## J(1)
- Jimmy Jones, calciatore nordirlandese (Lurgan, n. 1928 - Lurgan, † 2014)

## K(3)
- Jimmy Kaparos, calciatore dominicano (Arnhem, n. 2001)
- Jimmy Kébé, ex calciatore maliano (Vitry-sur-Seine, n. 1984)
- Jimmy Kelly, calciatore irlandese (Ballybofey, n. 1910 - † 1970)

## L(1)
- Jimmy Logie, calciatore e allenatore di calcio scozzese (Edimburgo, n. 1919 - Londra, † 1984)

## M(8)
- Jimmy Mackay, calciatore australiano (n. 1943 - † 1998)
- Jimmy Martínez, calciatore cileno (Talcahuano, n. 1997)
- Jimmy Marín, calciatore costaricano (San José, n. 1997)
- Chiemezie Mbah, ex calciatore nigeriano (n. 1992)
- Jimmy Medranda, calciatore colombiano (Mosquera, n. 1994)
- Jimmy Montanero, ex calciatore ecuadoriano (Portoviejo, n. 1960)
- Jimmy Montgomery, ex calciatore inglese (Sunderland, n. 1943)
- Jimmy Mullen, calciatore inglese (Newcastle upon Tyne, n. 1923 - Wolverhampton, † 1987)

## N(1)
- Jimmy Nicholson, ex calciatore nordirlandese (Belfast, n. 1943)

## O(1)
- Jimmy O'Rourke, calciatore e allenatore di calcio scozzese (Edimburgo, n. 1946 - Edimburgo, † 2022)

## Q(1)
- Jimmy Quinn, calciatore scozzese (Croy, n. 1878 - Croy, † 1945)

## R(2)
- Jimmy Rimmer, ex calciatore inglese (Southport, n. 1948)
- Jimmy Roye, calciatore francese (Parigi, n. 1988)

## S(2)
- Jimmy Smith, ex calciatore scozzese (Glasgow, n. 1947)
- Jimmy Suárez, calciatore spagnolo (Oviedo, n. 1996)

## T(3)
- Jimmy Tamandi, ex calciatore svedese (Malmö, n. 1980)
- Jimmy Tau, ex calciatore sudafricano (Kimberley, n. 1980)
- Jimmy Turnbull, calciatore scozzese (Bannockburn, n. 1884)

## W(4)
- Jimmy Wardhaugh, calciatore scozzese (Marshall Meadows, n. 1929 - Edimburgo, † 1978)
- Jimmy Wargh, ex calciatore finlandese (Jakobstad, n. 1976)
- Jimmy Whitfield, calciatore inglese (Kingston upon Hull, n. 1919 - † 1984)
- Jimmy Wilson, ex calciatore scozzese (Newmains, n. 1942)

## Z(1)
- Jimmy Zakazaka, calciatore malawiano (Blantyre, n. 1984)